# Воронков, Владимир Иванович
Влади́мир Ива́нович Воронко́в (род. 21 июня 1953) — российский дипломат. Чрезвычайный и полномочный посол (2011).

## Биография
Окончил Московский государственный университет им. М. В. Ломоносова (1975). На дипломатической работе с 1989 года. Владеет английским и польским языками. Кандидат исторических наук.
- В 2000—2002 годах — советник-посланник Посольства России в Польше.
- В 2002—2005 годах — заместитель директора Департамента кадров МИД России.
- В 2005—2008 годах — заместитель постоянного представителя России при ОБСЕ.
- С сентября 2008 по июль 2011 года — директор Департамента общеевропейского сотрудничества МИД России.
- С 26 июля 2011 по 7 августа 2017 года — постоянный представитель России при международных организациях в Вене (Австрия)[1][2].

21 июня 2017 года Владимир Воронков был назначен главой новой структуры ООН — Контртеррористического управления на уровне заместителя генерального секретаря ООН.

## Семья
Женат, имеет дочь.

## Награды
- Орден «За заслуги перед Отечеством» IV степени (27 июня 2017) — за большой вклад в подготовку и реализацию межгосударственных экономических соглашений и многолетнюю добросовестную работу[5].
- Орден Дружбы (21 декабря 2013) — за большой вклад в реализацию внешнеполитического курса Российской Федерации, заслуги в научно-педагогической деятельности и многолетнюю добросовестную работу[6].
- Кавалер ордена Заслуг перед Республикой Польша (31 октября 2002)[7].

## Дипломатический ранг
- Чрезвычайный и полномочный посланник 2 класса (15 января 2002)[8]
- Чрезвычайный и полномочный посланник 1 класса (25 мая 2006)[9]
- Чрезвычайный и полномочный посол (17 января 2011)[10]